# Stachyphrynium lancifolium
Stachyphrynium lancifolium là một loài thực vật có hoa trong họ Marantaceae. Loài này được Suksathan & Borchs. mô tả khoa học đầu tiên năm 2003.